# 李家治 (1919年)
李家治（1919年—2017年2月18日），男，安徽肥东人，中国无机非金属材料专家，曾任中国科学院上海硅酸盐研究所研究员、博士生导师。